# ヤマウルシ
ヤマウルシ（山漆、学名: Toxicodendron trichocarpum）は、ウルシ科ウルシ属の落葉低木。山地などに生える。漆器の染料に用いられるが、樹液に触れると激しくかぶれる。和名は、栽培種のウルシに対するものである。

## 分布・生育地
中国、朝鮮半島、日本（北海道、本州、四国、九州）などに分布する。山地や低地に分布し、山野の明るい場所を好み、道端のヤブに幼木がよく生えることが多い。

## 特徴
落葉広葉樹の低木から小高木で、高さは2 - 8メートル (m) になる。ウルシよりも高さは低く、幹もはるかに細い。樹皮は灰褐色で、皮目が縦に浅く裂けて筋になる。一年枝は太く、短毛があり枝先には密生する。
葉は枝の先に集まって四方に広がる。葉は奇数羽状複葉で互生し、長さ5 - 12センチメートル (cm) 、小葉は4 - 8対つく。葉は輪生状についており下の葉ほど小さくなる。小葉は卵状楕円形で両面に短毛が密生する。成木の葉は円く全縁だが、幼木の葉にはしばしば大きな少数の鋸歯がある。葉柄や葉軸にも毛が生え赤色を帯びる（葉裏の毛は葉脈上にのみあるのが特徴）。秋には紅葉する。紅葉期は比較的早く、他の樹種がまだ緑色のうちから赤色に染まり始める。条件がよいと赤色に染まり、橙色や黄色になるものも多く見られる。
花期は5 - 6月。雌雄異株。葉の付け根から長さ15 - 25 cmの円錐花序を出して、黄緑色の花が集まってつく。
果実は直径5 - 6ミリメートル (mm) の扁桃状で、表面にかたい刺毛が密に生える。冬でも外果皮が落ちた白い果実が残る。
冬芽は裸芽で濃褐色の毛に覆われる。枝先の頂芽は幼い葉が円錐状に集まり、側芽は枝に互生する。葉痕は心形や三角形で大きく、維管束痕は形がさまざまで多数が並ぶ。
樹液、葉汁にウルシオールを含み、枝や葉に触れるとウルシかぶれの炎症を起こす。ヤマウルシのほか、同属のハゼノキ、ヤマハゼ、ヌルデなども触れるとかぶれを起こす。

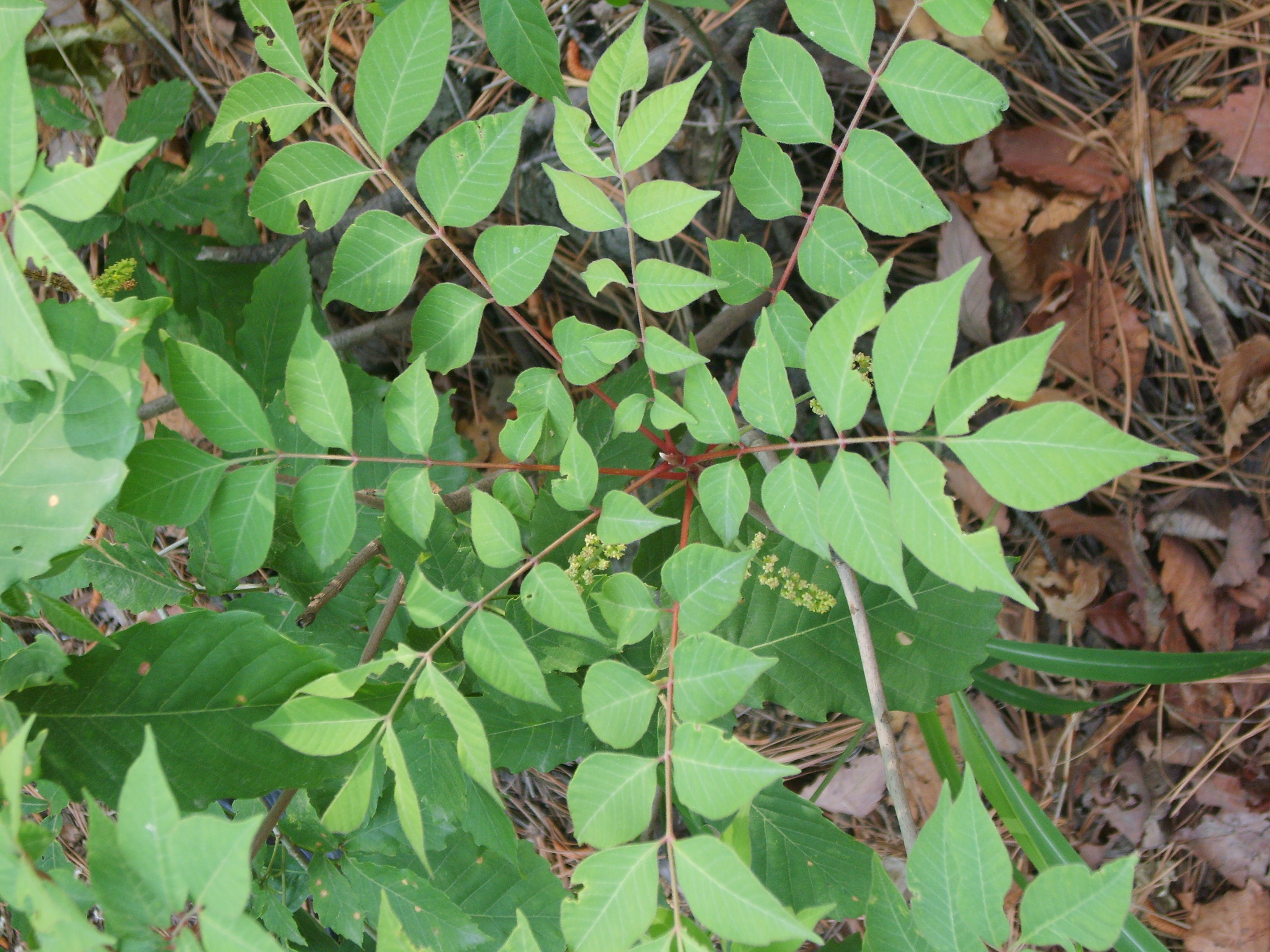
葉
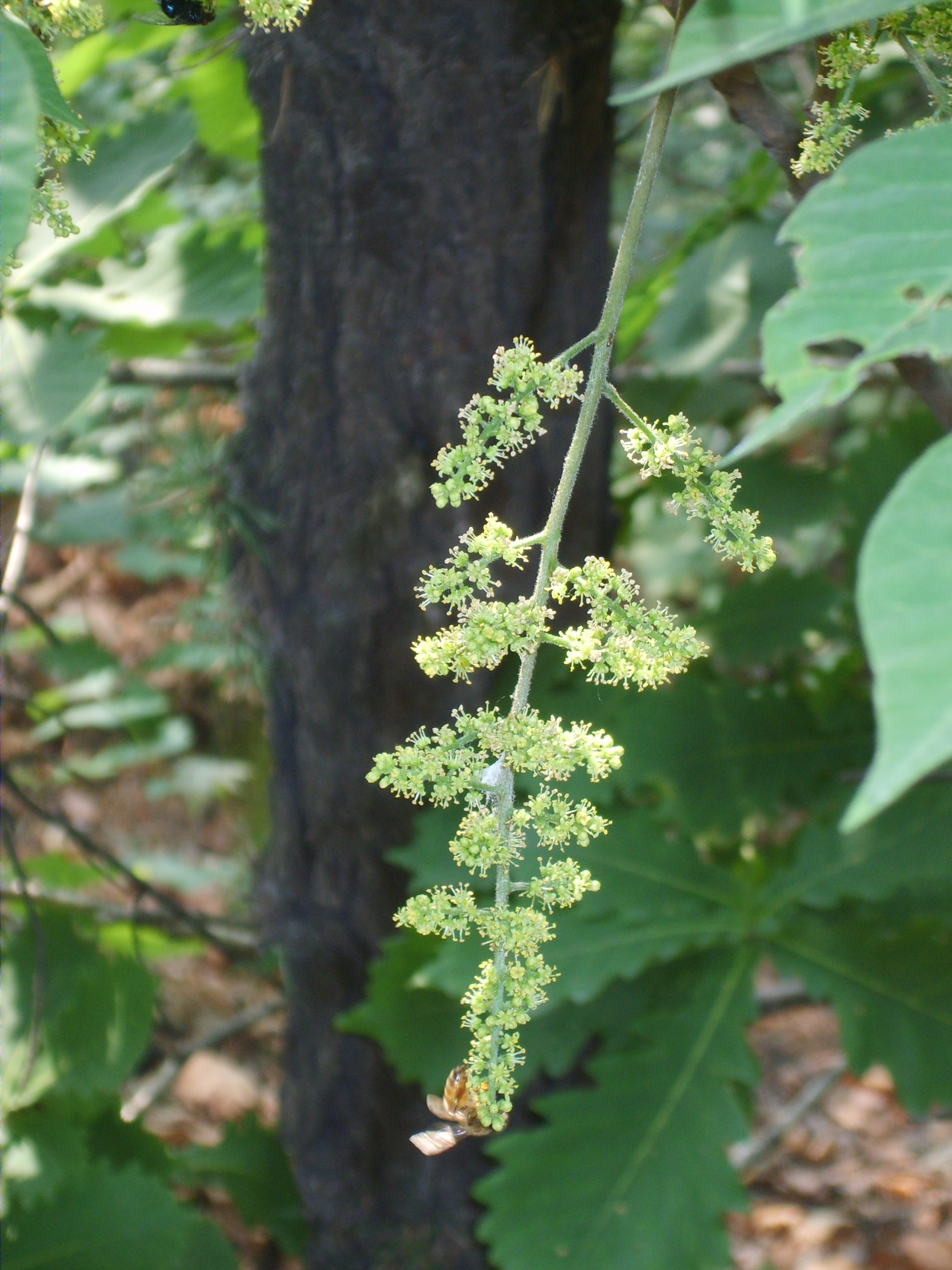
花
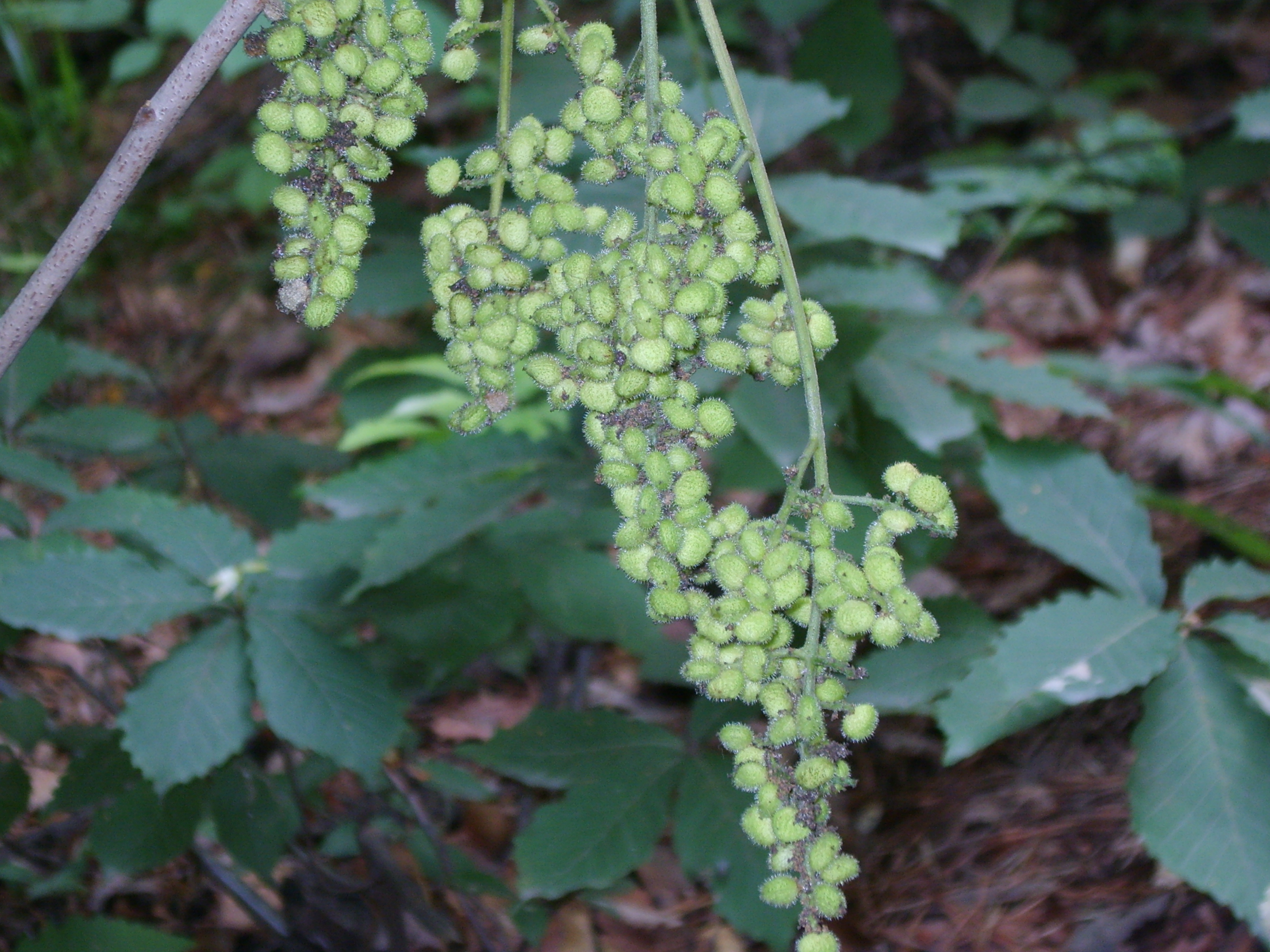
果実

## 利用
葉は染料になるが、皮膚に激しいかぶれを起こす。ウルシ同様に漆器の塗料として用いられる。
また、果実から蝋を産する。

## 近縁種
よく似ている樹種に中国産のウルシ（Toxicodendron vernicifluum）があり、ウルシの紅葉はヤマウルシよりも地味に染まる。また葉の形や枝ぶりが、山菜の「タラの芽」で知られるタラノキ（Aralia elata）と似ているが、ヤマウルシにはタラノキのようなトゲはない。
- ウルシ Toxicodendron vernicifluum
- ヤマハゼ Toxicodendron sylvestre
- ハゼノキ Toxicodendron succedaneum